# ジー・ピー・エー・コーポレーション
株式会社ジー・ピー・エー・コーポレーションは、東京都大田区に本社を置き、パチンコ店、ゲームセンター、温浴飲食事業、などのアミューズメント施設を展開する企業である。

## 概要
みぞえグループにおいて、アミューズメント部門を担っている関連企業である。
主な事業内容としては、
- 遊戯場 経営

- アミューズメント施設 運営（屋号 G-pala　ジーパラ）
- 温浴飲食店 運営
- アミューズメント機器の販売、レンタル、メンテナンスサービス

アミューズメント施設 直営9店舗・共同店2店舗のレジャー・アミューズメント施設・飲食事業を展開している。
2016年にジャパンアミューズメントエキスポ2016に初出展。機械販売事業にも参入している。

## 店舗・所在地

### レジャー事業
- ヴィーナスギャラリー日田店 - 大分県日田市友田986-1
- ヴィーナスギャラリー福岡Ⅱ店 - 福岡県福岡市東区多の津3丁目6番18号

### アミューズメント施設事業
- G-pala日田店 - 大分県日田市友田986-1
- G-pala時津店 - 長崎県西彼杵郡時津町野田郷59
- G-pala八代店 - 熊本県八代市永碇町1099-1
- G-pala隼人店 - 鹿児島県霧島市隼人町見次532-8
- G-pala小倉店 - 福岡県北九州市小倉南区上葛原1丁目14番地1号
- G-pala出雲店 - 島根県出雲市渡橋町784-1
- G-pala姫路店 - 兵庫県姫路市飾磨区加茂203-1
- G-palaあべの店 - 大阪府大阪市阿倍野区阿倍野筋3丁目10−1 あべのベルタ2F
- G-pala博多店 - 福岡県福岡市博多区東光寺町2-6-40 コマーシャルモール博多2F
- G-pala花北店　兵庫県姫路市増位新町1-6　ヴィーナスタウン花北２F

### 温浴・飲食事業
- 花の湯 - 大分県日田市友田986-1
- おふくろ食堂 - 大分県日田市友田986-1
- 勝福 日田店 - 大分県日田市友田986-1
- 勝福 多の津店 - 福岡県福岡市東区多の津3-6-18

## 事業所
- 本社 - 東京都大田区田園調布3丁目19番17号
- 九州本部 - 福岡県福岡市東区松田3丁目1番11号
- 関西支店 - 兵庫県神戸市西区森友5丁目61

## 関連企業
- 株式会社イクティス
- 株式会社みぞえ画廊